# Elmsford
|  | Dieser Artikel wurde aufgrund von inhaltlichen Mängeln auf der Qualitätssicherungsseite des Projektes USA eingetragen. Hilf mit, die Qualität dieses Artikels auf ein akzeptables Niveau zu bringen, und beteilige dich an der Diskussion! Eine nähere Beschreibung der zu behebenden Mängel fehlt. |

Elmsford ist eine Ortschaft im Westchester County im US-Bundesstaat New York. Sie liegt vollständig im Gemeindegebiet von Greenburgh, ist 1,1 Quadratmeilen (2,8 km²) groß und hatte 2010 eine Einwohnerzahl von 4664.
Der Ort ist an drei Seiten von Schnellstraßen umgeben. Im Westen liegt die Interstate 87 (New York State Thruway), im Norden die Interstate 287 (Cross Westchester Expressway) und im Osten der Sprain Brook Parkway. Elmsford besitzt keinen Bahnanschluss, war aber zumindest in den ursprünglichen Planungen der New York, Westchester and Boston Railway als deren nördlicher Endpunkt vorgesehen; die Strecke wurde seinerzeit jedoch nur bis White Plains gebaut.